# زهرة بن لخضر عكروت
زهرة بن لخضر ولدت يوم الثاني عشر من مارس عام 1943 في أرخبيل قرقنة. يرجع أصلها إلى أرخبيل قرقنة في تونس وأتمت دراستها الثانوية في مدينة سوسة الواقعة في الشمال على ساحل البحر المتوسط [الفرنسية]. وبعد حصولها على شهادة البكالوريا [الفرنسية]، التحقت عام 1963 بكلية العلوم بتونس [الفرنسية] في وقت مبكر في الوقت الذي لم يلتحق فيه سوى عدد قليل من النساء في تونس بالجامعة، فقد كانوا خمس نساء من أصل مائتى طالب في كلية العلوم. حصلت عام 1967 على منحة لاستكمال دراستها الجامعية في باريس ثم درست في كلية العلوم بأورساى [الفرنسية] وهي حاليا جزء من جامعة باريس الجنوبية [الفرنسية]، هذا وقد تخصصت في علم وحصلت على الدكتوراه عام 1978 وبالرغم من حصولها على عروض للعمل في فرنسا إلا أنها عادت إلى تونس وأنشأت هي وزوجها معمل الاستروسكوبى، وتتناول أبحاثها التفاعلات الجزئية عن طريق استخدام الآشعة تحت الحمراء. وبوصفها أستاذة في جامعة تونس [الفرنسية] تحديدا في قسم الفيزياء بكلية العلوم بتونس فقد تم تكريمها وحصلت على جائزة لوريال للنساء في العلوم [الفرنسية] عام 2015 عن تجاربها ونماذجها في مجال مطيافية الآشعة تحت الحمراء ووتطبيقاتهم في مجال الاكتشافات الخاصة ب التلوث والطب [الفرنسية].

## بيبليوجرافيا
وقد كتبت كارول إتوفيه عن " زهرة بن لخضر ولدت في مدينة عكروت في تونس عام 1943 "في قاموس النساء المبيعات في العالم،نسخة النساء [الفرنسية] في باريس عام 2013 في صفحتى 482-481، وهذا القاموس تشرف عليه بياتريس ديديه [الفرنسية] وأنتوانيت فوكيه [الفرنسية] وميراي كال جروبار [الفرنسية]

### وصلات خارجية
- السيرة الذاتية لزهرة بن لخضر في موقع affricansuccess.org
- البحث العلمي:تونسية في ساحة الكبار نسخة محفوظة 13 فبراير 2019 على موقع واي باك مشين. على موقع tunisia-today.com
- الجوائز التي حصلت عليها بن لخضر عكروت على موقع esprit.ens.tn